# Ptychoglene haematodes
Ptychoglene haematodes är en fjärilsart som beskrevs av Dyar 1912. Ptychoglene haematodes ingår i släktet Ptychoglene och familjen björnspinnare. Inga underarter finns listade.